# Asociación Deportiva Unión Magdalena
L'Asociación Deportiva Unión Magdalena è una squadra di calcio colombiana con sede nella città di Santa Marta, capitale del dipartimento di Magdalena, dove fu fondata il 19 aprile 1953. Milita nella Categoría Primera B, la seconda serie del campionato colombiano di calcio.
Fu la prima squadra della zona della costa caraibica colombiana a diventare campione nazionale, nell'anno 1968, nonché la prima della regione a partecipare ad un torneo internazionale, la Coppa Libertadores 1969.

## Storia
Il 10 marzo 1951 fu fondato il Deportivo Samarios, precursore dell'attuale Unión Magdalena; questa squadra disputò solamente due campionati, negli anni 1951 e 1952.
Nel 1953 venne rimpiazzato dall'Unión Magdalena, che disputò in quell'anno il primo campionato con questa denominazione.
La migliore stagione disputata dalla squadra fu quella del 1968, quando si classificò al primo posto nel Torneo Apertura, guadagnandosi il diritto a disputare la finale per il titolo nazionale e la partecipazione alla Coppa Libertadores dell'anno successivo. Nella finale affrontò il Deportivo Cali, qualificatosi come vincitore del Torneo Finalización, vincendo per 0-1 la prima gara, disputata in trasferta nello stadio di Cali, e pareggiando per 2-2 la partita casalinga di ritorno, conquistando così il suo primo titolo nazionale.
Nell'anno 1989 la squadra raggiunse la finale della Coppa nazionale dove affrontò l'Independiente Santa Fe. Nella gara di andata perse per 2-0 e la vittoria per 2-1 nella gara di ritorno non fu sufficiente per conquistare il trofeo che fu quindi assegnato alla squadra di Bogotà.
Nel 1999, la Dimayor implementó il nuovo sistema delle retrocessioni basato sulla tabella del promedio, consistente nella media punti ottenuta dalle squadre calcolata in base alle gare disputate nelle ultime tre stagioni. L'Unión Magdalena fu rectrocessa nella Primera B, giungendo all'ultimo posto della tabella del promedio con 1,099 contro la media di 1,138 ottenuta dall'Atlético Huila che si salvò.
Alla fine del 2001 la squadra riuscì a riconquistare l'ingresso nella massima divisione nazionale, questo avvenne in virtù dell'allargamento del campionato di Prima Divisione da 16 a 18 squadre. La promozione fu conseguita grazie alla vittoria in un triangolare a cui parteciparono anche l'Atlético Bucaramanga e il Cúcuta Deportivo; entrambe le formazioni furono sconfitte per 2-0 dall'Union Magdalena.
Alla fine del torneo 2005 la squadra fu nuovamente retrocessa nella seconda divisione, dove milita attualmente.

## Palmarès

### Competizioni nazionali
- Campionato colombiano: 1

1968
- Categoría Primera B: 2

2021-II, 2024

### Altri piazzamenti
- Copa Colombia:

Finalista: 1989
- Categoría Primera B:

Secondo posto: 2000, 2018
Terzo posto: 2001